# ジョン・マコーネル (俳優)
ジョン・"スパッド"・マコーネル（John "Spud" McConnell、1958年11月13日 - ）は、ルイジアナ州ニューオーリンズを拠点とする、アメリカ合衆国の俳優、ラジオパーソナリティ。

## 来歴
マコーネルは、性格俳優として、目立たないインディペンデント映画（ほとんどが地元ニューオーリンズやメキシコ湾岸諸州の他の場所で撮影されたもの）から、『オー・ブラザー!』、『ジャンゴ 繋がれざる者』、『それでも夜は明ける』、『インタビュー・ウィズ・ヴァンパイア』といった大手の作品まで、40本以上の映画に出演している。マコーネルは、多数の舞台演劇にも出演しており、オフ・ブロードウェイの一人芝居『ザ・キングフィッシュ (The Kingfish)』では、派手な人物として有名だったルイジアナ州知事ヒューイ・P・ロングを演じた。最も広く知られた役どころは、おそらく、ピューリッツァー賞受賞小説『A Confederacy of Dunces』の舞台化の際に演じたイグナティアス・J・ライリー (Ignatius J. Reilly) であり、ニューオーリンズのダウンタウンの歴史的地区であるカナル・ストリートに設けられたこの架空の人物の等身大のブロンズ像は、マコーネルをモデルにしたものである。
テレビでは、親友で仕事仲間であるジョン・グッドマンとともに、シチュエーション・コメディ『Roseanne』に3シーズン以上にわたって登場した。その後は、FXの『The Riches』に出演したり、HBOの『Treme』で、（実在する）ニューオーリンズのラジオ局WWOZの（架空の）ディスクジョッキーを演じたりしている。
マコーネルは、保守の立場をとるラジオの午後の番組のパーソナリティとして、WWL 870 AM と 105.3 FM で、毎日、トーク・ショー『"The Spud Show"』を担当している。

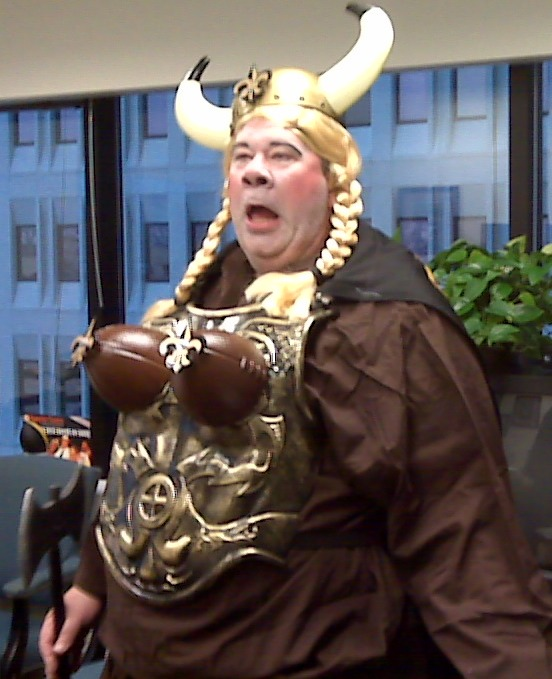
マコーネルはニューオーリンズ・セインツの大ファンである。第44回スーパーボウル直前の姿。